# Сергиенко, Василий Тимофеевич
Васи́лий Тимофе́евич Сергие́нко (13 [26] апреля 1903, Волчанск, Харьковская губерния, Российская империя — январь 1982, Киев) — советский государственный деятель, народный комиссар внутренних дел Украинской ССР (1941—1943), генерал-лейтенант (9 июля 1945, лишён звания 3 января 1955).

## Биография
Родился в семье сапожника. Окончил 3 класса городского приходского училища в Харькове (1913). Работал учеником печатника в «Скоропечатне Малкина», учеником резчика на картонажной фабрике Казаса, подручным слесаря, фрезеровщиком на механическом заводе Когана, грузчиком на станции Харьков-товарная (1918—1919). Затем батрачил у кулаков в станице Новотитаровская на Кубани (1919—1922). В 1923—1924 годах учился в Высшей школе РККА (Харьков).
Член ВЛКСМ (1924). Член ВКП(б) с 1927 года.
С 1924 года — купорщик, заведующий магазином спирто-водочного завода в Харькове, с февраля 1927 года — секретарь заводоуправления спирто-водочного завода в Мариуполе.
Затем на службе в органах ОГПУ—НКВД—МВД: 
- 1927—1928 гг. — фельдъегерь ГПУ УССР,
- 1928—1929 гг. — практикант, помощник уполномоченного СО ГПУ УССР,
- 1929—1930 гг. — оперуполномоченный СОО Тульчинского и Лубенского окротделов ГПУ,
- 1930—1932 гг. — уполномоченный СПО Днепропетровского оперсектора,
- 1932—1933 гг. — уполномоченный областного отделения ГПУ,
- 1933—1935 гг. — заместитель начальника Красноградской МТС по ОГПУ—НКВД,
- 1935—1936 гг. — оперуполномоченный СПО УГБ УНКВД Харьковской области.

С декабря 1936 года — помощник, с мая 1937 года — врид начальника 5 отделения 4 отдела УГБ УНКВД Харьковской обл. С 1938 года — врид начальника отделения 4 отдела 1 управления НКВД СССР, старший следователь следственной части НКВД СССР, с 5 августа 1939 года — помощник начальника следчасти НКВД СССР, с 4 сентября 1939 года — начальник следственной части ГУГБ НКВД СССР.
26 февраля 1940 года был назначен заместителем наркома внутренних дел Украинской ССР и начальником УНКВД Львовской обл. С 1941 по 1943 год — Народный комиссар внутренних дел Украинской ССР. С июня 1942 по август 1943 года — заместитель начальника Центрального штаба партизанского движения. С октября 1943 по июль 1945 год — народный комиссар внутренних дел Крымской АССР. До сентября 1946 года работал начальником УНКВД—УМВД Крымской области.
В 1946—1947 годах — заместитель начальника по лагерю Управления строительства № 907 и ИТЛ МВД. 28 февраля 1948 года командирован в качестве уполномоченного МВД для контроля над работой по организации Особлага № 3 (Дубравлаг). С апреля 1948 по январь 1952 год — начальник Управления Дубравлага. В октябре 1948 года был назначен одновременно начальником Темниковского промышленного комбината ГУЛАГа. 30 октября 1950 года секретариат ЦК ВКП(б) объявил Сергиенко выговор за грубость в отношениях с подчиненными, игнорирование политотдела лагеря, неправильное восприятие критики и нарушения лагерного режима, в частности он привлекал оркестр из заключенных играть на торжественных собраниях сотрудников Управления Дубравлага. С января 1952 до 21 мая 1954 года — начальник Управления Песчаного лагеря МВД.
С 21 мая 1954 года уволен из МВД «по фактам дискредитации высокого звания генерала». Как отмечалось в справке ЦК КПСС от 31.12.1954 с ходатайством о лишении генеральского звания, в сентябре 1941 года при приближении немцев к Киеву он не обеспечил своевременную эвакуацию аппарата НКВД УССР, в результате чего около 800 сотрудников оказались в окружении, многие попали в плен, погибли или пропали без вести. Сам Сергиенко проявил «растерянность и трусость». Будучи в окружении, заявил работникам НКВД: «Я вам теперь не нарком, и делайте, что хотите». Отделился от группы работников НКВД УССР 13.10.41 и до 21.11.41 проживал в Харькове на оккупированной территории. Затем самостоятельно вышел из окружения и появился в расположении советских войск. По показаниям Абакумова, хорошо относившийся к Сергиенко Берия взял его под защиту, и поэтому он не был подвергнут проверке, положенной для окруженцев. Как следует из найденных позднее документов гестапо, немцы искали бежавшего военнопленного Василия Сергиенко, 1902 года рождения. Нельзя исключить, что Сергиенко на короткое время попадал в плен, что впоследствии ему удалось скрыть. Однако НКГБ было известно, что в оккупированном Харькове Сергиенко навещал родственников, не скрываясь, появлялся в людных местах. Вскоре после освобождения Харькова хозяйка квартиры, где жил Сергиенко, погибла при невыясненных обстоятельствах.
С февраля 1955 года — механик, начальник автотранспортного цеха завода «Свет шахтёра» в Харькове, с октября 1958 года — начальник автобазы № 4 Харьковского совнархоза. С февраля 1963 года — на пенсии.

## Награды и звания
- орден Ленина 26.04.40;
- орден Трудового Красного Знамени 28.11.41;
- 3 ордена Красного Знамени (07.03.1943, 07.07.1944, 10.12.1945);
- орден Красной Звезды 03.11.44 (за выслугу лет);
- орден Кутузова II степени 24.02.45 (за обслуживание проведения Ялтинской конференции);
- знак «Заслуженный работник НКВД» 04.02.42;
- 7 медалей.